# BOV
BOV (сербохорв. Borbeno Oklopno Vozilo) — бронетранспортёр, изготовленный в Югославии.

## История службы
Семейство бронетранспортеров BOV было разработано югославской фирмой TAM из Марибора в конце 1970-х годов. Все варианты бронеавтомобиля имеют одинаковую компоновку: в передней части располагается отделение управления, затем боевое отделение, а за ним — моторно-трансмиссионное. Впереди находятся места водителя и командира. Над их сиденьями в крыше корпуса имеются люки. Бронеавтомобили оснащались шестицилиндровыми дизельными двигателями с воздушным охлаждением F 6L 413F мощностью 148 л. с., позволяющими развивать скорость до 95 км/ч. Двигатели производились по лицензии из ФРГ. Коробка передач ручная, пять скоростей для движения вперед и одна — назад. Броневая защита состояла из стальных пластин толщиной 8 мм. Основными задачами машины были борьба с диверсантами, защита важных объектов и противодействие беспорядкам.
Бронеавтомобили BOV встретили первые бои в Хорватии, они применялись спецподразделениями хорватского МВД против сербских ополченцев. Потом они использовались частями ЮНА в Словении, а затем и на просторах всей бывшей Югославии. Хорватские BOV-3 в 1991—1992 годах сбили несколько самолётов ЮНА. Наиболее активно эти машины применялись в Косове и Метохии в 1998—1999, когда подразделения Войска Югославии проводили операции по вытеснению отрядов УЧК. В ходе агрессии НАТО против СРЮ BOV-3 принимали участие в защите воздушного простора страны.
BOV используется для обеспечения внутренней безопасности и для выполнения военных обязанностей. Наиболее часто он использовался территориальными единицами обороны, в нескольких вариантах оборудованных автоматами, водомётами, распылителями дыма и слезоточивого газа для контроля толпы и беспорядков.

## Варианты
Бронеавтомобиль выпускался в нескольких вариантах:
1. BOV-1 — противотанковый бронированный автомобиль. Также известен как POLO M-83. Оснащен двумя контейнерами с тремя пусковыми установками модернизированных ПТУР 3М14 «Малютка» в каждом. Контейнеры установлены на смонтированной на крыше боевого отделения вращающейся башне. Изнутри корпуса перезарядка пусковых установок невозможна. Внешний вид бронеавтомобиля немного изменился — вместо рубки, имеющейся у десантного варианта, была установлена башня с пусковыми установками ПТУР. Перед люком водителя находится три смотровых прибора и один перед люком командира. Причем сами люки находятся в верхней части переднего наклонного бронелиста. Этот бронеавтомобиль используется армиями Сербии (84 единицы) и Хорватии (37 единиц). В Сербии им укомплектованы противотанковые роты механизированных батальонов.
2. BOV-3 — версия БТР противовоздушной обороны. При разработке было принято решение оснастить её — зенитной установкой M55A4B1, состоящей из трёх 20-мм пушек Hispano-Suiza HSS-804. Скорострельность — 750 выстрелов в минуту. Дальность эффективной стрельбы по наземным целям — 2000 метров, по воздушным — 1500 метров. Значительным недостатком ЗСУ было размещение магазинов на 60 снарядов каждый сверху пушек. Таким образом, как и в случае с BOV-1, перезарядка изнутри невозможна. Остальной боезапас из 22 магазинов находился в башне. Она оснащена оптическим прицелом J-171. ЗСУ BOV-3 остается на вооружении армий Сербии (85 единиц) и Боснии и Герцеговины (29 единиц). В Сербии эти ЗСУ находятся в резерве ПВО.
3. BOV-30 — прототип БТР противовоздушной обороны с двойной монтируемой 30-мм пушкой. В массовое производство не пошёл, было произведено только несколько экземпляров.
4. BOV-М — бронетранспортёр для сил милиции (сербохорв. Milicija). Эта версия вооружена дымовым гранатомётом и пулемётом 7,62-мм и 12,7-мм.
5. BOV-SN — версия автомобиля скорой помощи.
6. BOV-VP — бронетранспортёр военной полиции (сербохорв. Vojna Policija). Также известен как M-86. Бронетранспортер с десантным отделением на восемь человек, не учитывая командира и водителя. В кормовой части расположены две двери для десантирования. Вооружение — 12,7 мм пулемет, открыто установленный на крыше боевого отделения. По бортам находится по три пусковых установки дымовых гранат BDK-79. Боекомплект — 12 гранат. В Югославской народной армии BOV-VP использовался в подразделениях МВД и военной полиции. В настоящее время стоит на вооружении в Сербии (58 единиц), Боснии и Герцеговине (34 единицы) и Словении (12 единиц). В Сербии используется в военной полиции.

### Новые разработки
- BOV-M10 — артиллерийская система контроля и управления.
- BOV-M11 — бронированное транспортное средство разведки.

Обе разработки принадлежат сербской оборонной компании Yugoimport SDPR.

## Операторы

### Современные операторы
- Бангладеш — более 5 BOV M11, по состоянию на 2022 год[1]
- Босния и Герцеговина — 32 BOV-1 по состоянию на 2024 год[2]
- Сербия — 39 BOV-VP M-86 и 48 BOV-1 (M-83) с Малютка (ПТРК) в Сухопутных войсках и 12 BOV-VP M-86 в полиции по состоянию на 2024 год[3]
- Хорватия — 20 BOV-1 на вооружении по состоянию на 2024 год[4]
- Черногория — 6 BOV-VP и 9 BOV-1 на вооружении по состоянию на 2024 год[5]
- Украина - более двух десятков единиц переданы ВСУ Словенией, включая варианты с 12,7 мм пулемётом.

### Бывшие операторы
- Словения — 12 BOV-VP и 28 BOV-M, списаны по состоянию на 2022 год[6]

## Галерея

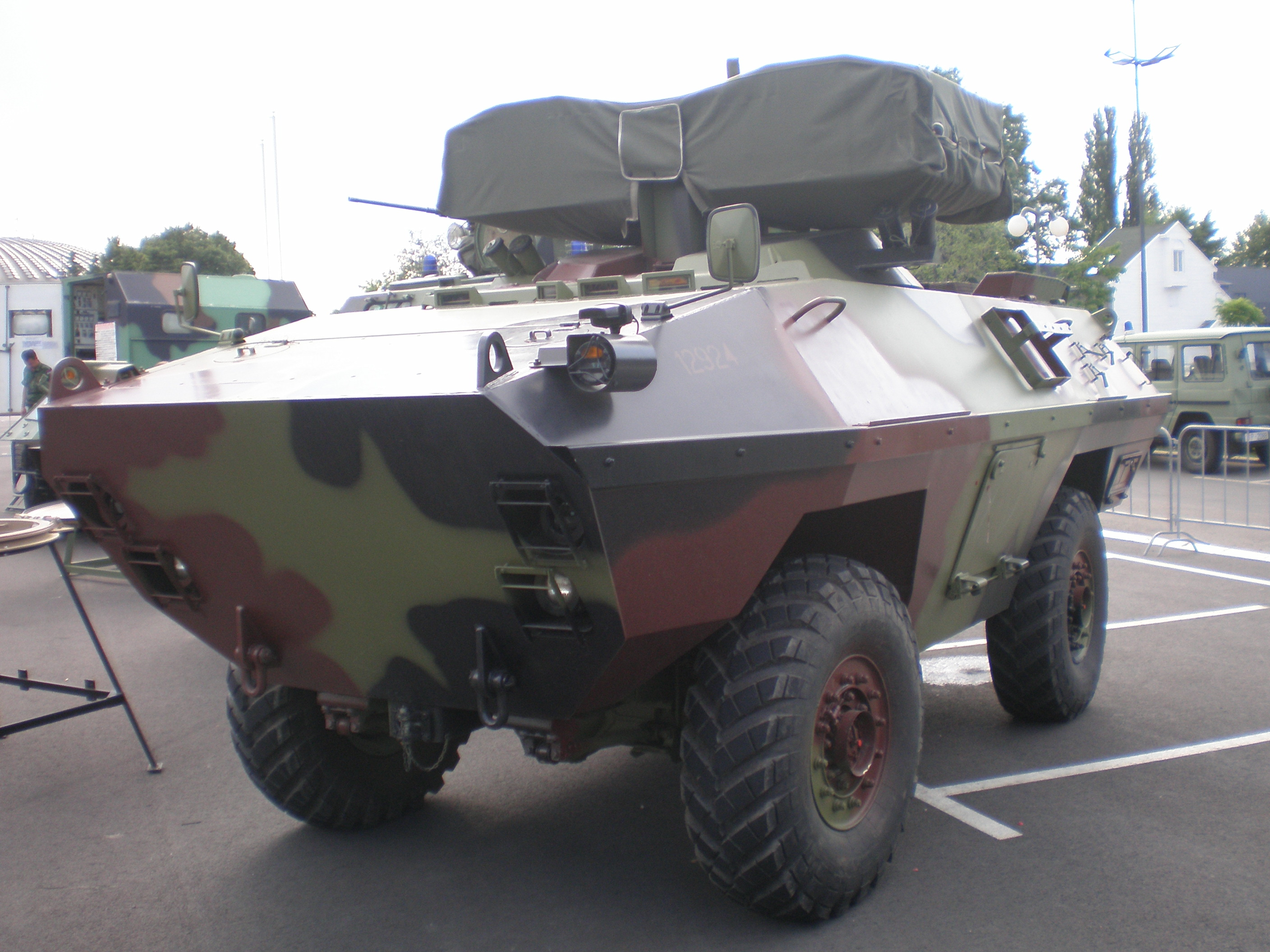
BOV-1 (POLO M-83)
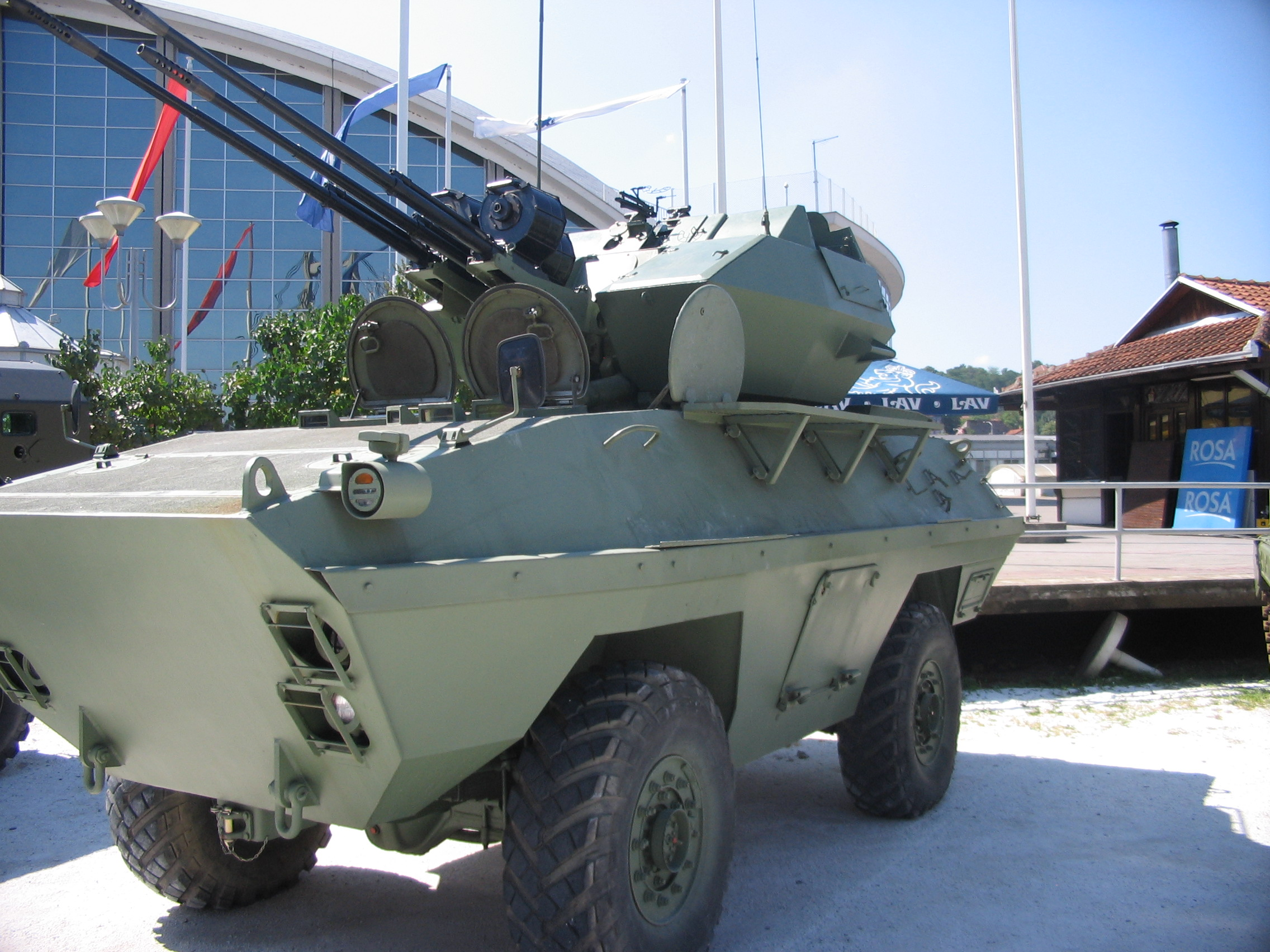
BOV-3
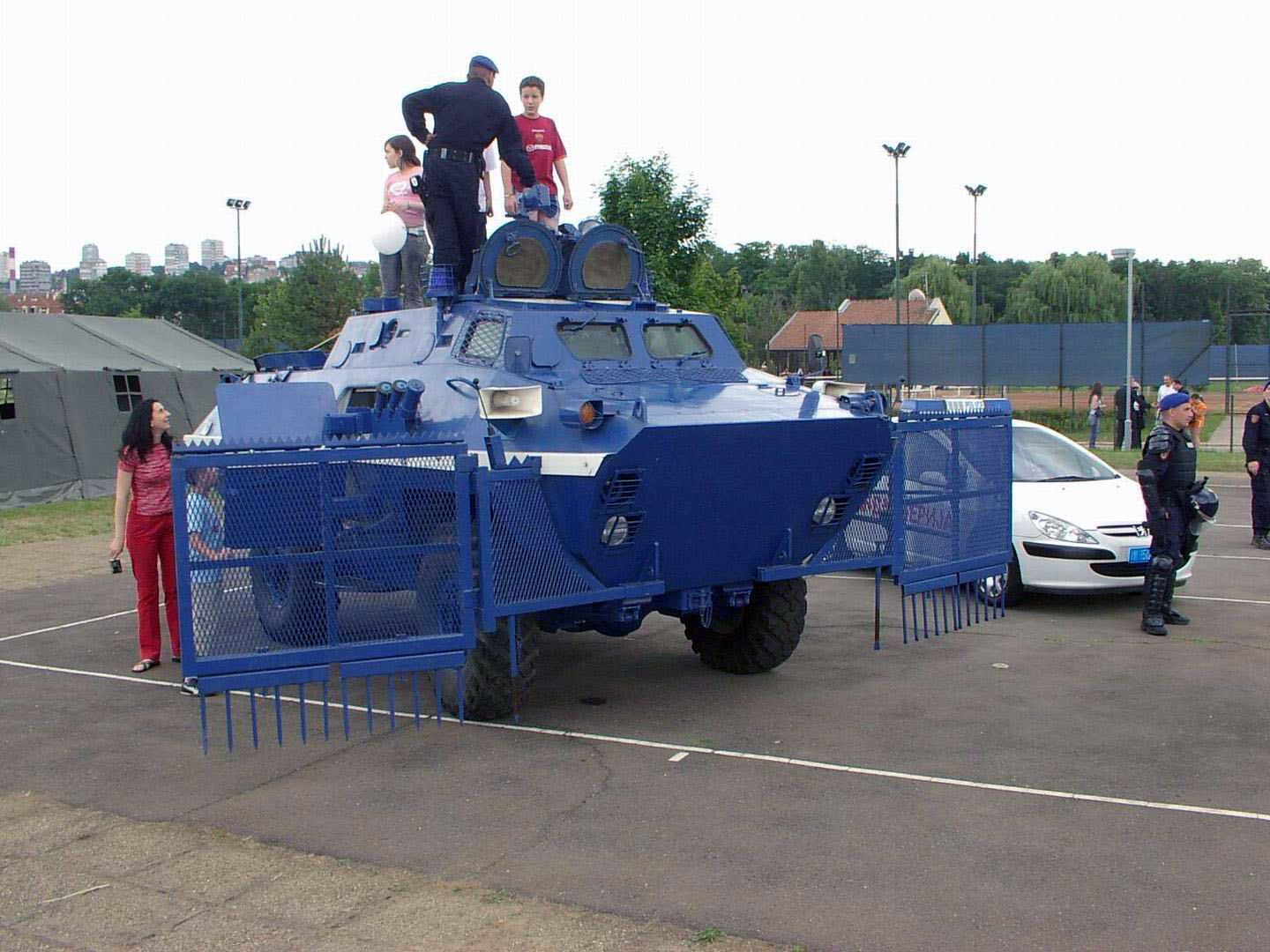
BOV-M
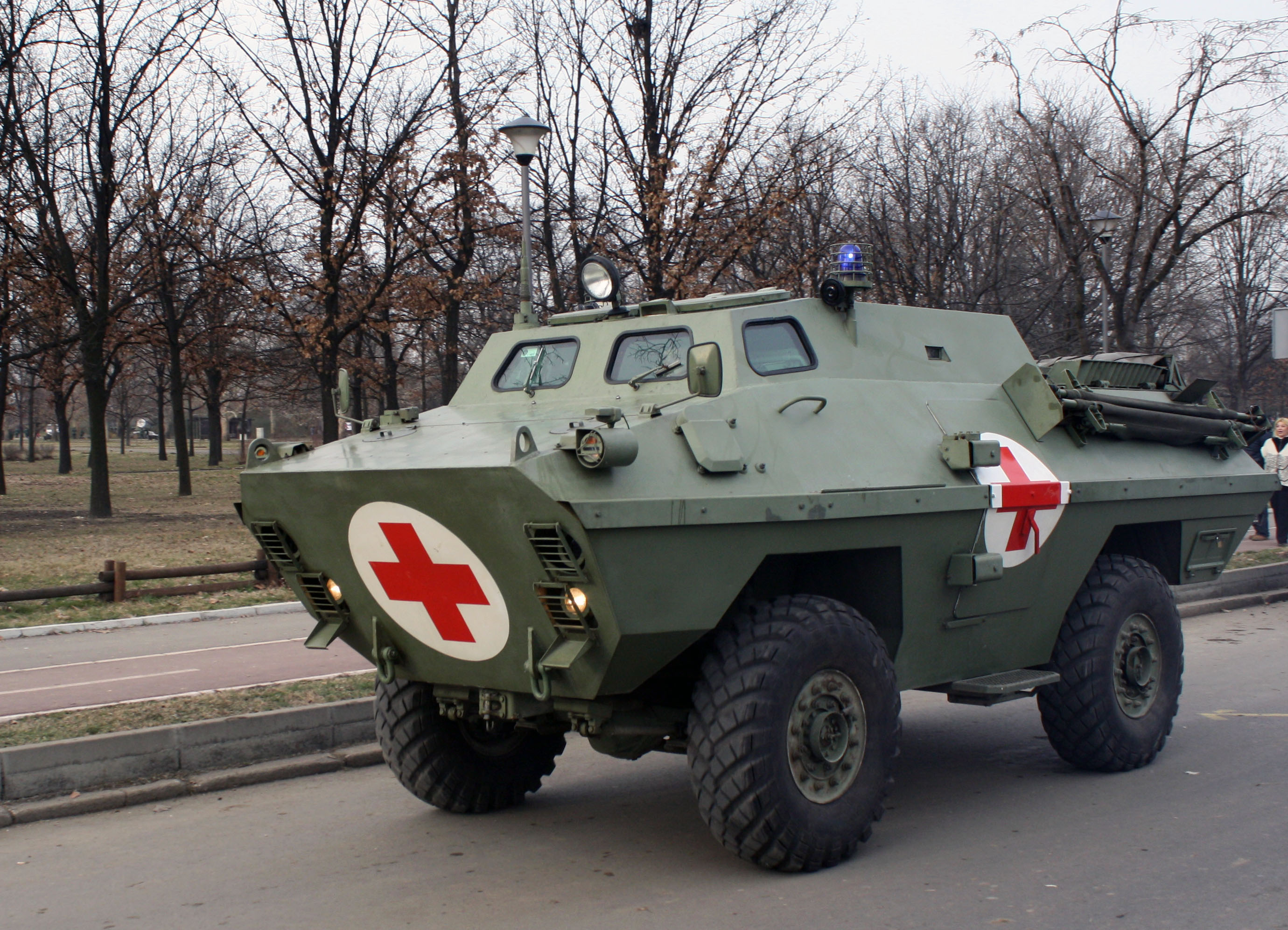
BOV-SN
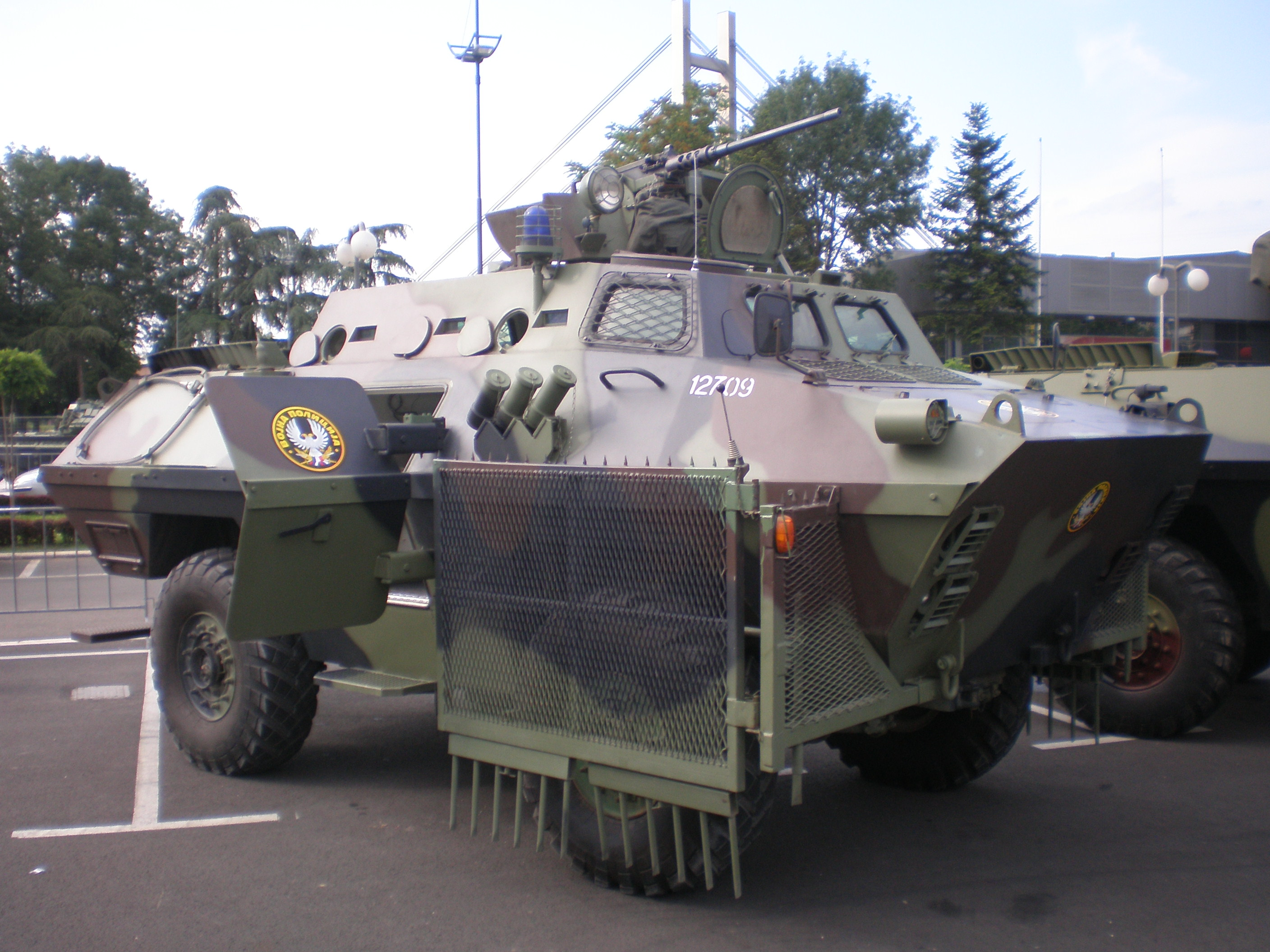
BOV-VP (M-86)
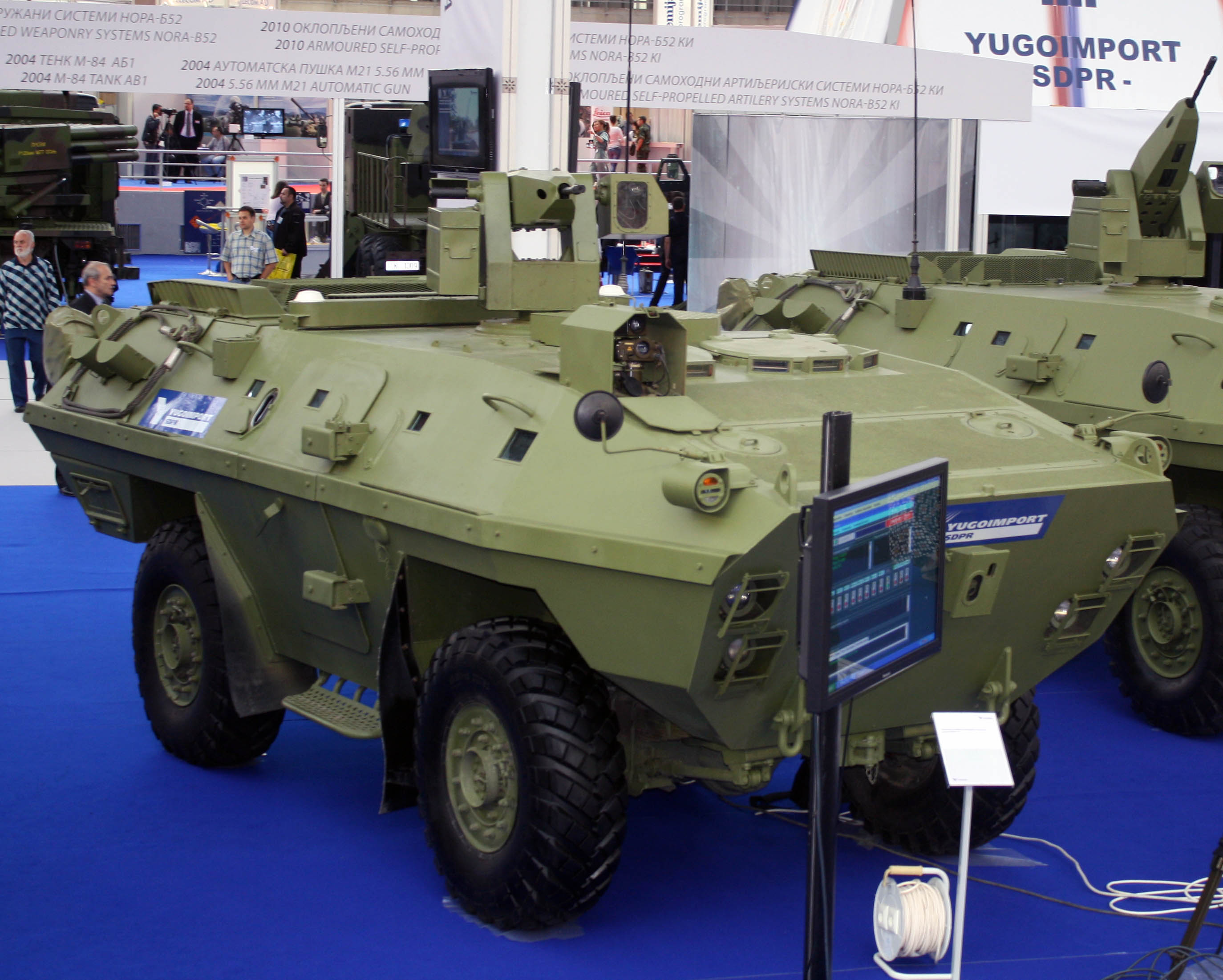
BOV-M10
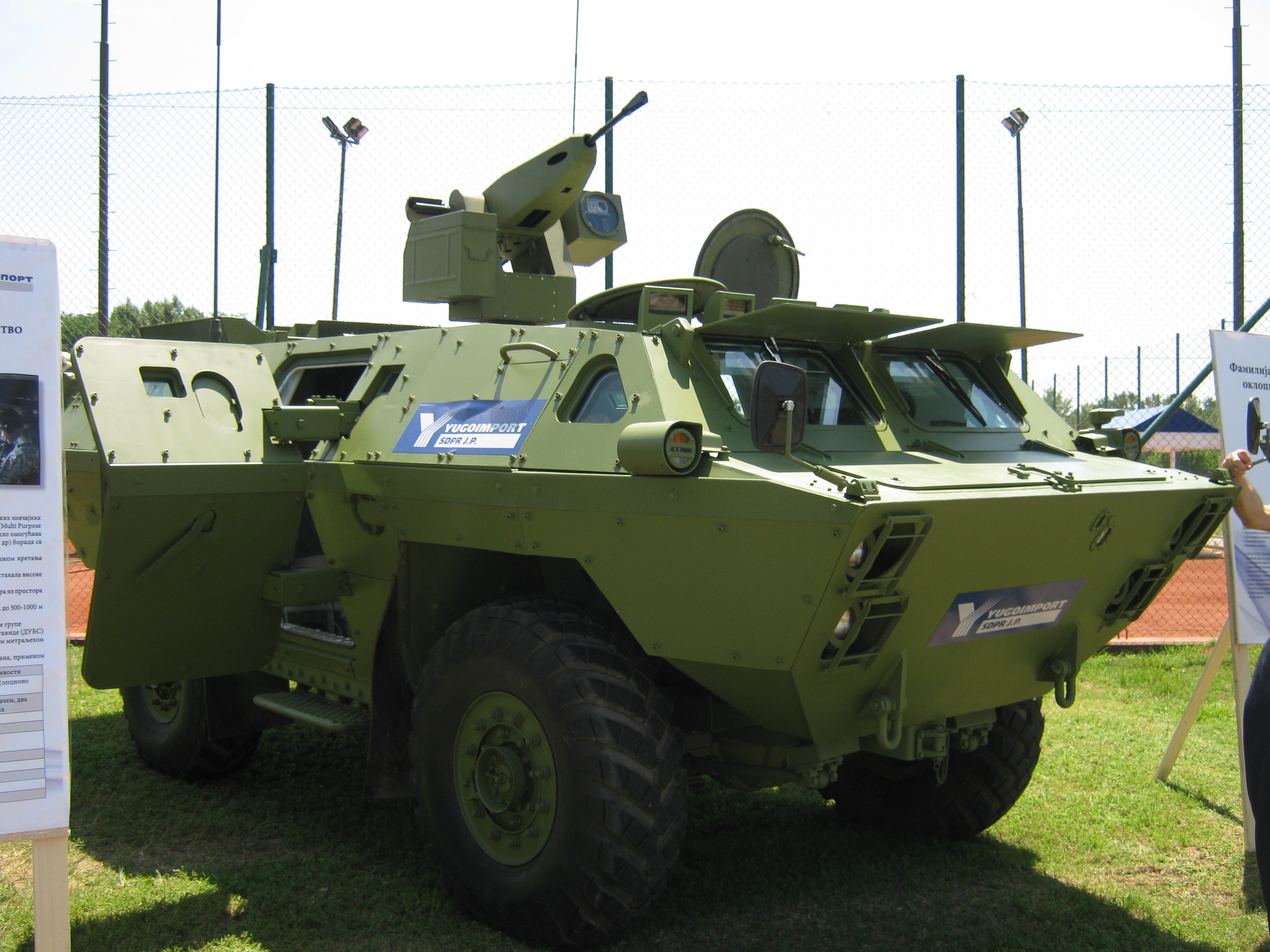
BOV-M11